# Cutie Bunny
Cutie Bunny (～菜奈的ロック大作戦♥ コードネームはC.B.R.～?) è il secondo album discografico della cantante giapponese Nana Kitade, pubblicato il 12 luglio 2006. Comprende canzoni presenti negli anime Sailor Moon e Lamù, e tre cover.

## Tracce
1. ラムのラブソング (Lum no Love Song) (Lum's Love song) (tema musicale di Lamù) (3:11)
2. ムーンライト伝説 (Moonlight Densetsu) (Moonlight Legend) (tema musicale di Sailor Moon) (2:59)
3. 嵐の素顔 (Arashi no Sugao) (cover Shizuka Kudō) (3:26)
4. YOU MAY DREAM (cover SHEENA and the ROCKETS) (3:45)
5. 六本木心中 (Roppongi Shinjuu) (cover Ann Lewis) (5:17)
6. 薔薇は美しく散る (Bara wa Utsukushiku Chiru) (Roses Scatter Beautifully) (4:43)